# Halte Draaby
Halte Draaby is een voormalige spoorweghalte in Dråby, Denemarken. Het station lag aan de spoorlijn Ebeltoft - Trustrup die in 1901 was aangelegd door de Ebeltoft-Trustrup Jernbane (ETJ).
De halte is op 27 maart 1901 geopend. Het was een eenvoudige halte met een klein perron en een wachthuisje. De spoorlijn werd op 31 maart 1968 gesloten, waarmee voor Draaby een eind aan het spoorvervoer kwam.